# Teresa Mak
Pour les articles homonymes, voir Mak.
Teresa Mak, née le 1er août 1975 à Hong Kong, est une actrice hongkongaise sous contrat chez ATV (en).

## Biographie
Teresa Mak joue régulièrement des rôles érotiques.

## Filmographie
- 1994 : Shen long du sheng zhi qi kai de sheng
- 1994 : Let's Go Slam Dunk
- 1994 : Ren yu chuan shuo : la princesse
- 1994 : Xian guang wei lai quan : Dee
- 1995 : Mao xian you xi : Gucci
- 1995 : The World of Treasure : la fille qui danse dans la rue
- 1996 : Gu huo nu zhi jue zhan jiang hu : Little Star
- 1996 : Long hu Bo Lan ji : Shan
- 1997 : Ni ge mie ye chang : Fei
- 1997 : Troublesome Night : Jojo
- 1997 : Whatever Will Be Will Be
- 1997 : Chao ji wu di zhui nu zai 2 zhi gou zai xiong xin
- 1997 : Xi xiang yan tan : Chunto
- 1997 : Jing zhuang nan xiong nan di : la femme sous la douche
- 1997 : Erotic Ghost Story: Perfect Match
- 1997 : Chao ji wu di zhui nu zai
- 1998 : Ye xing ren wu
- 1998 : Love and Desire
- 1999 : Sui hu zhuan zhi ying xiong hao se
- 1999 : Shut hei bik yan : Kate (Kiki)
- 1999 : The Legendary Tai Fei : Kei, la femme de Fei
- 2000 : Liu mang te jing : Ma Tian-Na
- 2000 : Ngo joi gaam yuk dik yat ji
- 2001 : 15 sui boon : Kit
- 2001 : Chuet sik san tau : Goldfish
- 2001 : Troublesome Night 11 : Lan Sau Wan
- 2001 : Electrical Girl : l'employée de bureau
- 2001 : Yau ching yam shui baau : Chloroform
- 2002 : The Peeping (Tau kwai mo jeu / Tou kui)
- 2002 : Yin yang lu shi qi zhi jian fang you gui : Ng Mei-Ho
- 2003 : Tortured Sex Goddess of Ming Dynasty
- 2003 : Raped by an Angel 5
- 2003 : To Seduce an Enemy (Tau kwai mo jeu 2: Yau yen fan jiu) : Fei Fei
- 2003 : A Mysterious Murder
- 2003 : Men Suddenly in Black : San
- 2003 : Sun zat see ze
- 2004 : Ngo wo geun see yau gor yue wui III (série télévisée) : Mo Yau
- 2004 : Love Is a Many Stupid Thing
- 2006 : Jue shi hao qi
- 2006 : Ching hum yea chung wan II (série télévisée) : Lok Tin-yee
- 2012 : Come Home (série télévisée)
- 2016 : Aap wong 2